# Guillaume d’Aigrefeuille le Jeune

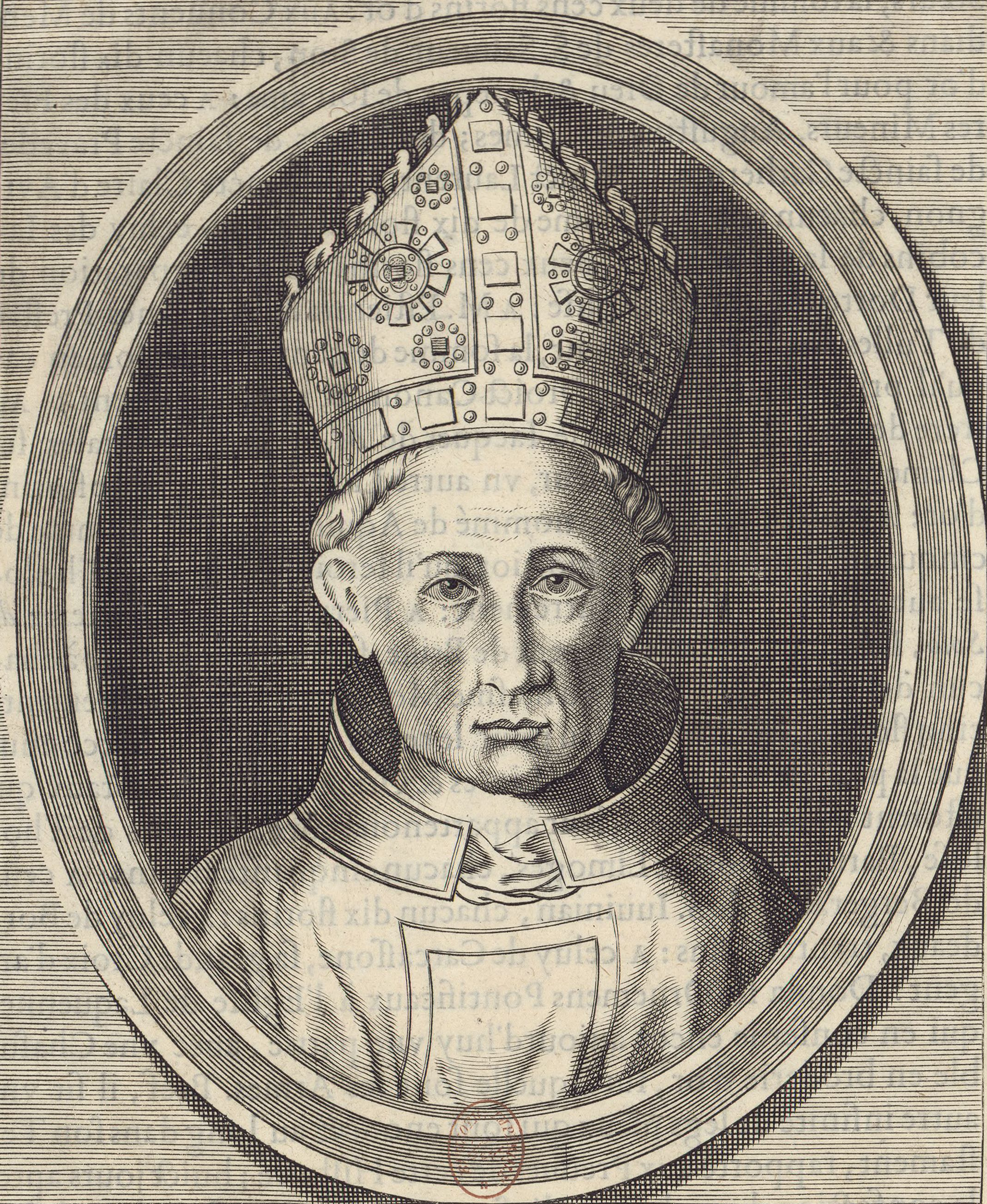
Guillaume d’Aigrefeuille le Jeune

Guillaume d’Aigrefeuille le Jeune (im Unterschied zu seinem Onkel Guillaume d’Aigrefeuille l’Ancien, * 1339 in La Font im Bistum Limoges; † 13. Januar 1401 in Avignon), genannt Kardinal von Saint-Étienne, war ein Sohn von Aymar d’Aigrefeuille, Marschall des Päpstlichen Hofes, und Aigline de Montal, Neffe der Kardinäle Guillaume d’Aigrefeuille l’Ancien und Faydit d’Aigrefeuille, sowie ein Verwandter der Päpste Clemens VI. und Gregor XI.; den Beinamen bekam er als Kardinalpriester von Santo Stefano Rotondo (1367–1401).

## Leben
Da er der jüngste Sohn war, wurde er von seinen Eltern für die kirchliche Laufbahn vorgesehen. Seine Geschwister waren: Jean (Baron de Gramat), Aymar II. (Seigneur de la Font et de Tudeils), Florence (sie heiratete Olivier de Cazillac, Hugues de Montferrand und Arnaud de Bérail), Hélène (genannt Douce, sie heiratete Jean de Maumont und Bertrand de Faudoas), Marie (sie heiratete Bertrand de Loudun und Hélie de Lestrade).

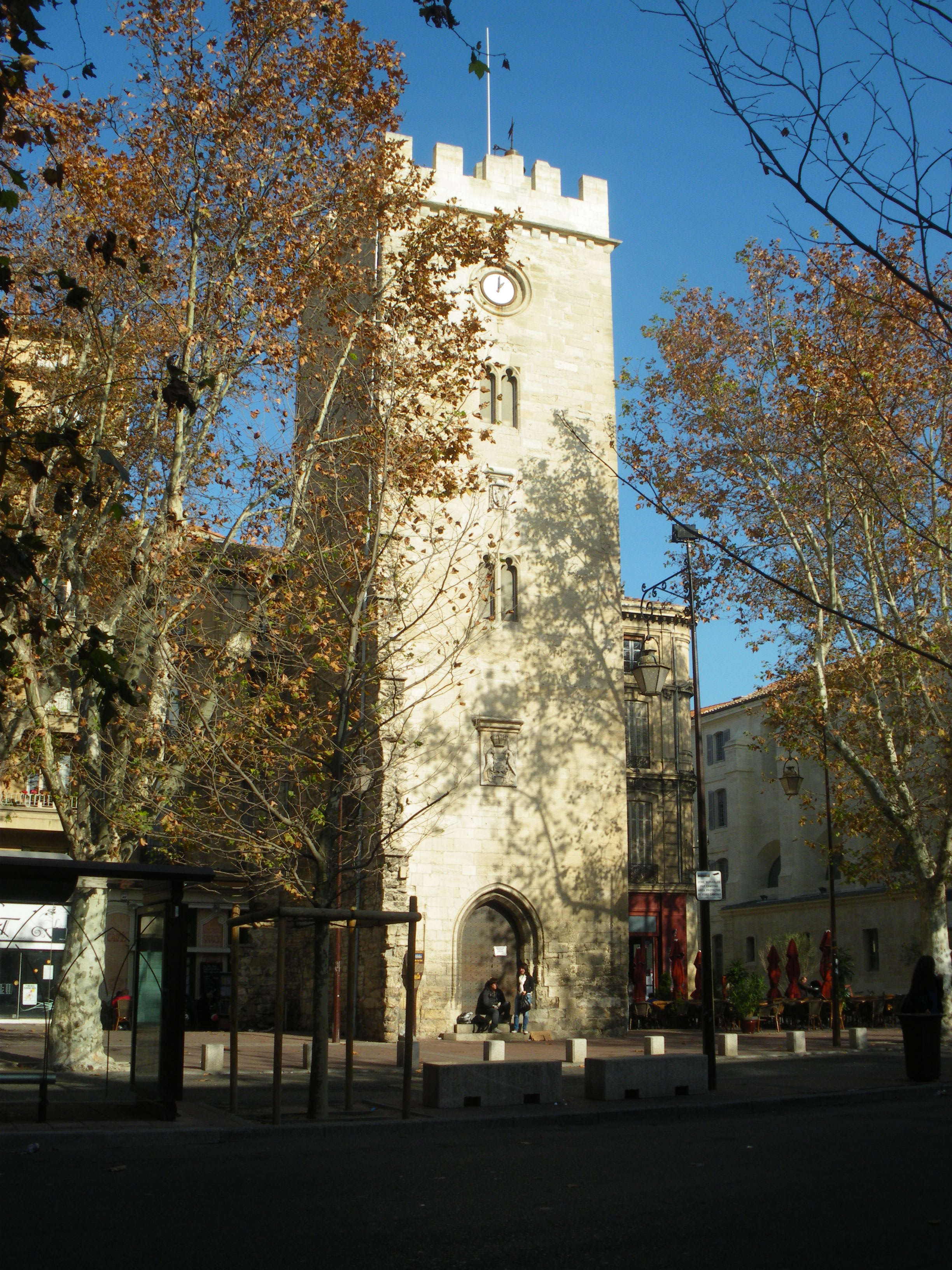
Reste der Livrée cardinalice von Guillaume d’Aigrefeuille le Jeune, ehemalige Kommanderie der Tempelritter in Avignon, genannt Saint-Jean-le-Vieux an der heutigen Place Pie

### Eine Ausbildung in Kanonischem Recht
Er kam zuerst zu den Benediktinern der Abtei Cluny, die ihn an die Universität Toulouse schickten, um Kanonisches Recht zu studieren; er schloss das Studium mit dem Doktortitel ab. Um 1362 wurde er Dekan des Domkapitels im Bistum Clermont, dann Apostolischer Protonotar und Auditor der Rota in Avignon.

### Der Kardinal von Saint-Étienne
Beim Konsistorium vom 12. Mai 1367, vor seiner Abreise nach Rom, ernannte Papst Urban V. Guillaume d’Aigrefeuille le Jeune (als einzigen) zum Kardinal. Er war erst 28 Jahres alt. Er erhielt die Titelkirche Santo Stefano Rotondo. Er begleitete den Papst nach Rom, wo er 1370 die Pfründe eines Kanonikers von Charminster (Dorset, England) und das Priorat von Bere (ebenfalls in England) erhielt.
Sein erster Aufenthalt in Rom endete mit der Rückkehr Urbans V. nach Avignon, der kurz darauf starb. Guillaume d’Aigrefeuille nahm am 29. Dezember 1370 an seinem ersten Konklave teil, auf dem 18 der 20 Kardinäle seinen Verwandten Pierre Roger de Beaufort wählten, der den Namen Gregor XI. annahm.
Am 3. Januar 1371 schlichtete er im Auftrag des Papstes im Limousin ein Paragium der Lehen Carbonnières und Pesteils zwischen den Rittern Guy de Pesteils, der abwesend war und von seinem Onkel Jean de Carbonnières vertreten wurde, sowie Pierre, Bertrand und Guillaume de Merle und der Prior von Saint-Martial, Seigneur de Rosiers. Die letzteren versprachen, Burg und Turm von Pesteils zurückzugeben und dazu zu huldigen.
Der neue Papst gab ihm 1371 das Amt des Kanonikers und die dazugehörenden Pfründe in Hightworth zurück und ernannte ihn im gleichen Jahr zum Archidiakon von Berkshire. 1377 wurde er Camerlengo, im März 1378 machte Gregor XI. ihn zu seinem Testamentsvollstrecker.

### Der Legat Clemens’ VII.
Am Abend des 7. April 1378 trat in Rom das Konklave zusammen, um einen Nachfolger für den verstorbenen Papst zu bestimmen. Die Kardinäle wählten unter dem Druck der Bevölkerung Bartolommeo Prignano (Urban VI.), Erzbischof von Bari, den sechsten und letzten, der Papst wurde, ohne zuvor Kardinal gewesen zu sein.
Der Kämmerer Pierre de Murat de Cros, Erzbischof von Arles, war der erste, der sich der Rache des neuen Papstes ausgesetzt sah. Urban VI. wollte ihm in der Engelsburg festsetzen und erteilte den Kardinälen Guillaume d’Aigrefeuille, Gui de Malessec und Pierre de Sortenac den entsprechenden Auftrag. Die Kardinäle hüten sich, zu gehorchen, denn der neue Papst hat schon alle Kardinäle gegen sich, alle, ob Franzosen oder Italiener, versammeln sich am 9. August unter dem Vorsitz des Kämmerers und entscheiden, Rom zu verlassen und nach Anagni zu fliehen, das sich im Königreich Neapel befindet. Am 20. September 1378 wurde in Fondi ein neues Konklave eröffnet. Einstimmig wird Robert Graf von Genf gewählt, der sich Clemens VII. nennt. Am 3. Oktober wurde Clemens VII. in Anwesenheit eines außerordentlichen Gesandten der Königin Johanna I. von Neapel und zahlreicher neapolitanischer Adliger gekrönt.
Der neue Papst ernannte Kardinal d’Aigrefeuille zum Legaten in Frankreich. Am 7. Mai 1379 wurde im Großen Rat in Vincennes von König Karl V. und seinem Hof empfangen. Es nimmt die Zustimmung des Königs und der Fürsten zu der Wahl in Fondi mit, die sich somit Clemens VII. anschließen. Dann reist ins Kaiserreich weiter, wo er sich vom 29. November 1379 bis zum 25. Januar 1385 aufhält: es gelingt ihm, den Herzog von Österreich und einige große Städte dazu zu bringen, sich ebenfalls Clemens VII. anzuschließen. Dieser ernennt ihn im Mai 1385 zu Kardinalprotopriester.
Nachdem Guillaume d’Aigrefeuille am Konklave von 1394 teilgenommen hatte, das Benedikt XIII. wählte, zog er sich zu seinem Neffen Elzéar d’Aigrefeuille, Baron de Gramat, zurück. In seinem Testament vermacht er seinen gesamten Besitz seinem Bruder Jean d’Aigrefeuille. Er wurde noch zum Kardinalbischof von Sabina ernannt und starb dann am 13. Januar 1401 in Avignon. Er wurde in der Chapelle Saint-Étienne in der Stiftskirche Saint-Martial in Avignon bestattet, die ihn zu seinen Wohltätern zählte. Sein Epitaph wurde von Abbé Migne im Dictionnaire d’épigraphie chrétienne erwähnt: HIC. IACET. REVERENDISSIMVS. IN CHRISTO. PATER. DOMINVS. GVILLELMVS. DE. AGRIFOLIO. DECRETORVM. DOCTOR. TIT. S. STEPHANI. IN COELIO MONTE. S. R. E. PRESBYTER CARDINALIS. QVI. OBIIT. DIE. XIIII. MENSIS. IANVARII. ANNO. A. NATIVITATE. DOMINI. MCCCCI. ANIMA. EIVS. IN. PACIS. QVIESCAT. AMEN.